# Elatostema dissectoides
Elatostema dissectoides es una especie de planta del género Elatostema, perteneciente a la familia Urticaceae.

## Taxonomía
Elatostema dissectoides fue descrita por Wen Tsai Wang en 1992.

## Distribución
Se encuentra en el territorio centro-sur de China y el Tíbet.